# آبشار آب ملخ
آبشار آب ملخ، از جمله آبشارهای استان اصفهان است که در شهرستان سمیرم واقع شده‌است. موقعیت آبشار در ۶۰ کیلومتری شهر سمیرم و در مجاورت روستای آب ملخ قرار دارد.
وجه تسمیه نام آبشار به این خاطر است که ترکیبات خاصی در آب آن وجود دارد که موجب از بین رفتن ملخ‌های مهاجم می‌شود. وجود این ترکیبات باعث شده تا از آب آبشار به عنوان یک آفت کش طبیعی برای آبیاری مزارع استفاده شود. نام دیگر این آبشار، تخت سلیمان است و به خاطر سنگی که مانند پل دو طرف دره را به یکدیگر متصل کرده این نام به آبشار نسبت داده شده‌است.

آبشار آب ملخ یکی از زیباترین آبشارهای ایران است. رودخانه ی پرجوش و زیبای ماربر، کوه‌های بلند دنا، چشمه‌های فراوان و پرآب، هم جواری رودخانه و جنگل، هوای مطبوع و فضای آرام بخش و دلپذیر، آبشار را به مکانی مناسب برای گردشگری و گذران اوقات فراغت تبدیل کرده است. بهترین زمان بازدید از آبشار آب ملخ فصل‌های بهار و تابستان است. کوهنوردان و طبیعت گردان می توانند برای دیدار بهتر از طبیعت دنا، روستای آب ملخ و پدیده تخت سلیمان، طی یک برنامه‌ریزی سه روزه و از طریق دره اتابکی به قلل کل قدویس (۴۳۸۰ متری) صعود و در برگشت از کنار رودخانه و جنگل به تخت سلیمان رفته و از آن بهره ببرند.
حضور در این منطقه می بایست با شرکت در تور و‌یا با حضور لیدرهای مجرب و‌یا اهالی آشنا به محیط آن منطقه صورت پذیرد زیرا از محل پارک خودرو تا تخت سلیمان به صورت مسیر مالرو خاکی باریک با وجود پرتگاه در یک‌سمت و‌صخره در سمت دیگر بوده با حدود۱ساعت پیاده روی تا رسیدن به تخت سلیمان و مورد بسیار قابل توجه دیگر ،به دلیل وجود جریان گردابی شدید و سیفونهای آبی خطرناک و افزایش ناگهانی شدت جریان آب موجود در رودخانه در قسمت زیرین تخت سلیمان(معروف به تونل)شناکردن و آب تنی در این قسمت بسیار خطرناک و ممنوع بوده و تا کنون بر اثر عدم توجه به این نکته در طول سالیان اخیر تعداد زیادی از بازدید کنندگان بر اثر‌ ورود به آب در این قسمت رودخانه غرق و‌یا مفقود گردیده اند،با توجه به عدم وجود علائم هشدار دهنده‌کافی در این قسمت و زیبایی این مکان اکثر بازدید کنندگان این نکته را نادیده گرفته و با ورود به آب باعث ایجاد حادثه های غمبار برای خانواده های خود میگردند.و کام چندین خانواده تا کنون تلخ گردیده و یا چندین سال است چشم انتظار عزیزانشان می باشند.